# Bajana (stato)
Lo Stato di Bajana fu uno stato principesco del subcontinente indiano, avente per capitale la città di Bajana.

## Storia
L'area della città di Bajana venne resa indipendente dal viceré moghul di Ahmedabad, Mohammed Begada, in cambio dei servigi resi nella deposizione del sovrano di Champaner nel 1484. La famiglia si convertì quindi all'islam. Dopo un periodo di conflitto, il viceré moghul Mohammed Begada riconquistò lo stato e lo divise. Il territorio di Bajana venne mantenuto dal sovrano precedente, Malek Hadoj, mentre le regioni di Vanod e Sitapur passarono a Malek Lakha; Valivada venne concessa a Malek Iso.
Lo stato principesco di Bajana venne incorporato nell'agenzia di Baroda sotto l'amministrazione britannica. Fu uno degli stati originari della Camera dei Principi.
Nel dicembre del 1943 lo stato di Bajana venne attaccato da quello di Baroda. Entrò a far parte dell'Unione Indiana nel 1947.

## Governanti di Bajana
I governanti portavano il titolo di Malek Shri.
- Piroj Khan
- Suraj Mal III
- Dariya Khan
- Nasib Khanji Dariya Khanji
- Jivan Khan Nasib Khan
- Kamal Khan Jivan Khan
- Bismilla Khan Kamal Khan